# Andreas Scherer
Andreas Scherer (...) è un ex saltatore con gli sci tedesco.
Agli inizi della carriera, prima della riunificazione della Germania (1990), gareggiò per la nazionale tedesca occidentale.

## Biografia
In Coppa del Mondo esordì il 30 dicembre 1988 a Oberstdorf (70°) e ottenne l'unico podio il 28 marzo 1992 a Planica (2°).
In carriera prese parte a un'edizione dei Campionati mondiali, Falun 1993 (29° nel trampolino normale).

## Palmarès

### Coppa del Mondo
- Miglior piazzamento in classifica generale: 42º nel 1993
- 1 podio (a squadre):
  - 1 secondo posto